# لحظة ظلام (فلم)
لحظة ظلام هو فيلم مغربي من إنتاج سنة 2003 للمخرج نبيل عيوش. هذا الفيلم يعتبر من الأفلام القليلة في الألفية الجديدة التي منعتها الرقابة السينمائية المغربية من العرض في دور السينما بالمغرب، وذلك لكمية اللقطات الإباحية الموجودة بالفيلم وكذلك تضمن الشريط لمواضيع المثلية الجنسية عبر قصة مخبر شرطة مثلي.

## روابط خارجية
- مقالات تستعمل روابط فنية بلا صلة مع ويكي بيانات